# Sorgau
Sorgau ist ein Ortsteil der sächsischen Großen Kreisstadt Marienberg im Erzgebirgskreis.

## Geografie

### Lage
Sorgau liegt etwa 3 Kilometer südöstlich von Pockau im Erzgebirge. Die Ortslage erstreckt sich in lockerer Bebauung über etwa 3 Kilometer auf einem nach Nordosten zur Flöha abfallenden Hang. Etwa 1 Kilometer südlich der Ortsmitte liegt die 684 m ü. NN hohe Annahöhe, südwestlich grenzt der Thesenwald an die Flur.
Durch den Ort führt die Kreisstraße 8112 Lippersdorf–Zöblitz, zudem besteht über Kommunalsstraßen Anschluss an Pockau, Blumenau und die Bundesstraße 171 nahe Grundau.

### Nachbarorte
| Pockau            | Nennigmühle                                 |          |
| Niederlauterstein | Kompassrose, die auf Nachbargemeinden zeigt | Blumenau |
| Zöblitz           | Ansprung                                    | Grundau  |

## Geschichte

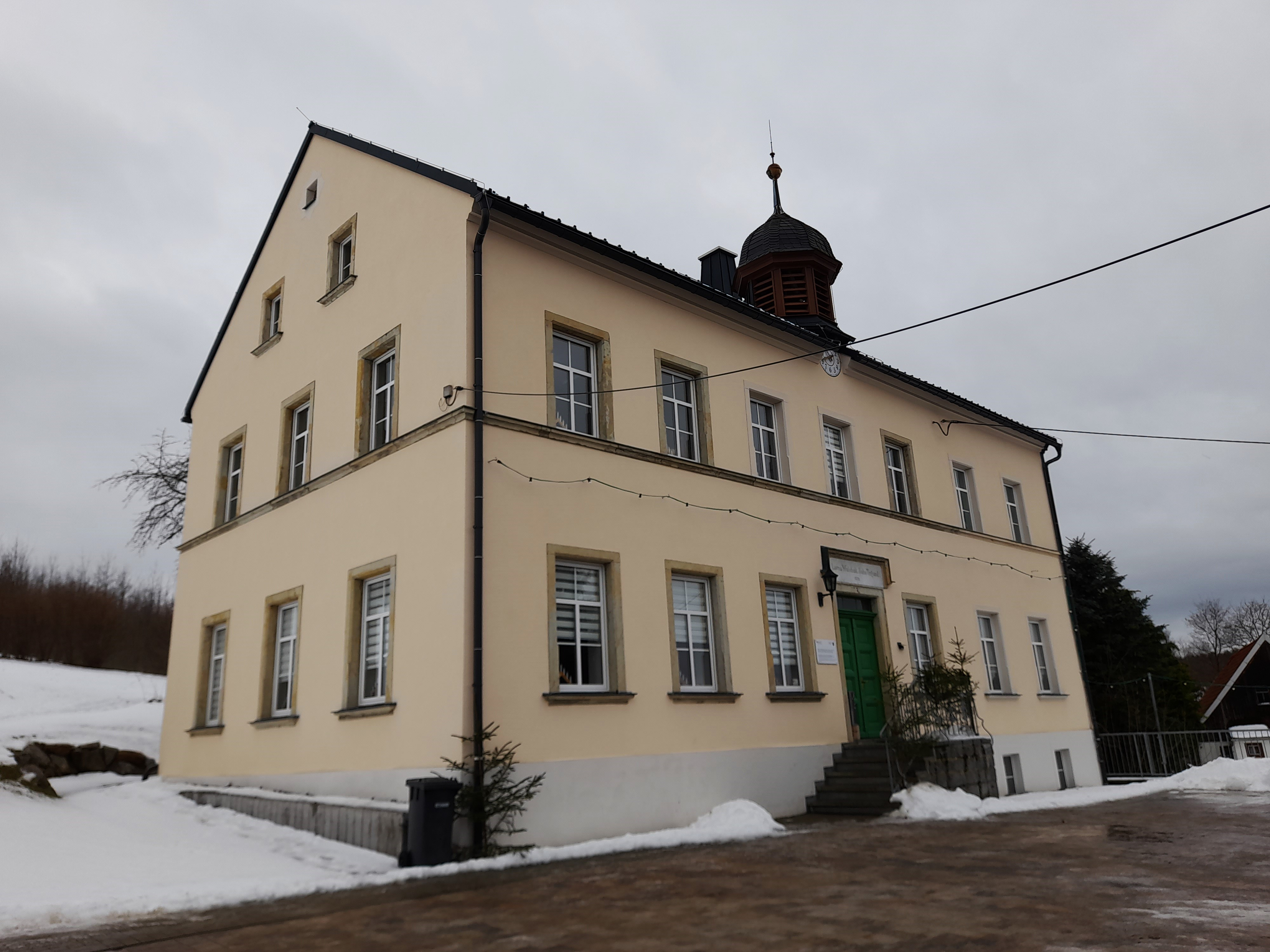
Begegnungszentrum Sorgau in der ehemaligen Schule

Die erste urkundliche Erwähnung des Ortes datiert von 1540 als Nawesorge, 1752 schreibt man ihn erstmals Sorgau. Mit der Reformation 1539 kam Sorgau zur Parochie Zöblitz. 1764 wurde ein Schulhaus errichtet.
August Schumann nennt 1824 im Staatslexikon von Sachsen Sorgau betreffend u. a.:

„Die Fluren werden größtentheils von königl. Waldung umschlossen, sind nicht groß, und haben sehr mittelmäßigen Boden. Der Ort hat gegen 70 Häuser. Im J. 1801 gab man 276 Consumenten an; jetzt sind an 350 Bewohner, welche zur Zöblitzer Kirchfahrt gehören, und zum Theil Holzwaare fabriciren. […]
Hier haben zuweilen die Floßmeister der Görsdorf-Blumenauer Flösse gewohnt.“

Im Werk „Neue Sächsische Kirchengalerie“ von 1908 heißt es Sorgau betreffend:

„Dorf mit 484 Einwohnern und Schule (3 klassig mit einem ständigen Lehrer), […] treibt in der Hauptsache Feldbau. Doch findet sich auch eine größere und mehrere kleine Kistenfabriken dort, sowie als Hausindustrie Verfertigung von Holzgegenständen, auch Spielwaren.“

Auf der Morgensternhöhe westlich von Ansprung wurde 1911 durch den Erzgebirgszweigverein Sorgau/Ansprung ein Aussichtspunkt mit Unterkunftshütte errichtet.
Am 1. Mai 1974 wurde Sorgau nach Ansprung eingemeindet. Gemeinsam mit diesem wurde es zum 1. Januar 1999 nach Zöblitz eingemeindet, Ansprung und Sorgau wurden Ortsteile der Stadt Zöblitz. Zöblitz wiederum kam am 31. Dezember 2012 zu Marienberg.
Erst 1996 bekam jeder Haushalt die Möglichkeit, einen eigenen Telefonanschluss zu erhalten. Bis dahin gab es im Ort lediglich zwei Telefonhäuschen mit  öffentlichem Fernsprecher.

## Entwicklung der Einwohnerzahl
| Jahr | Einwohnerzahl                                        |
| ---- | ---------------------------------------------------- |
| 1552 | 16 besessene Mann, 8 Gärtner, 6 Häusler, 18 Inwohner |
| 1764 | 19 besessene Mann, 16 Gärtner, 13 ½ Hufen            |
| 1834 | 389                                                  |
| 1871 | 444                                                  |
| 1890 | 455                                                  |
| 1910 | 483                                                  |

| Jahr | Einwohnerzahl |
| ---- | ------------- |
| 1925 | 546           |
| 1939 | 566           |
| 1946 | 621           |
| 1950 | 651           |
| 1964 | 511           |
| 2007 | 334           |

| Jahr | Einwohnerzahl |
| ---- | ------------- |
| 2008 | 335           |
| 2009 | 315           |
| 2010 | 308           |
| 2011 | 310           |
| 2014 | 298           |
| 2015 | 292           |

| Jahr | Einwohnerzahl |
| ---- | ------------- |
| 2016 | 298           |
| 2020 | 264           |

## Persönlichkeiten
- Grete Baldauf-Würkert (1878–1962), Heimatschriftstellerin